# Chris Kentis
Chris Kentis (23 de outubro de 1962) é um diretor e roteirista americano. Foi diretor dos filmes Open Water, Casa Silenciosa e Grind.